# Agivedo Varela
Agivedo Varela Ribeiro (* 1984 oder 1985), Kampfname  Laca, ist ein osttimoresischer Herpetologe und Umweltschutzaktivist. Er ist der erste Osttimorese, nach dem eine Reptilienart benannt wurde, nämlich die endemische Indotyphlops laca, eine Südasiatische Blindschlange. Er ist Gründer der Umweltschutzorganisation Conservação da Flora e Fauna (KFF, bis 2013 Bio Conservation).

## Werdegang
Bereits als Kind war Varela an Reptilien und Amphibien interessiert. Immer wenn Schlangen in die Häuser seiner Nachbarn in Raça (Gemeinde Lautém) eindrangen, rief man ihn schon als Teenager, um die Reptilien einzufangen. Eigentlich wollte Varela Lehrer werden, um seinem ehemaligen Lehrer zu beweisen, dass er ein besserer Pädagoge sein könnte. Der Lehrer hatte Varela einen Radiergummi an den Kopf geworfen, weil der Schüler eine Frage nicht beantworten konnte. Später kam Varela aber zur Erkenntnis, dass die Tierwelt des Landes als touristische Attraktion dienen könnte und dafür der Naturschutz wichtig sei. Daher entschied sich Varela für ein Biologiestudium. Sein Studium finanzierte er auch als Saisonarbeiter in Australien.
2008 drängte Varela als Student, zusammen mit elf Freunden aus der Forstverwaltung, auf einen besonderen Schutz für die Natur in seiner Heimatgemeinde Lautém. Folge war 2008 die Gründung des Nationalparks Nino Konis Santana. 2010 sammelte Varela im Rahmen seiner Forschungen 21 Reptilien- und Amphibienarten, die nun im National Museum of Natural History in Washington, D.C. ausgestellt sind. Fotos, die Varela gemacht hatte, erschienen im selben Jahr auf Briefmarken Osttimors. 2011 schloss er sein Biologiestudium an der Universidade Nasionál Timór Lorosa’e (UNTL) ab.

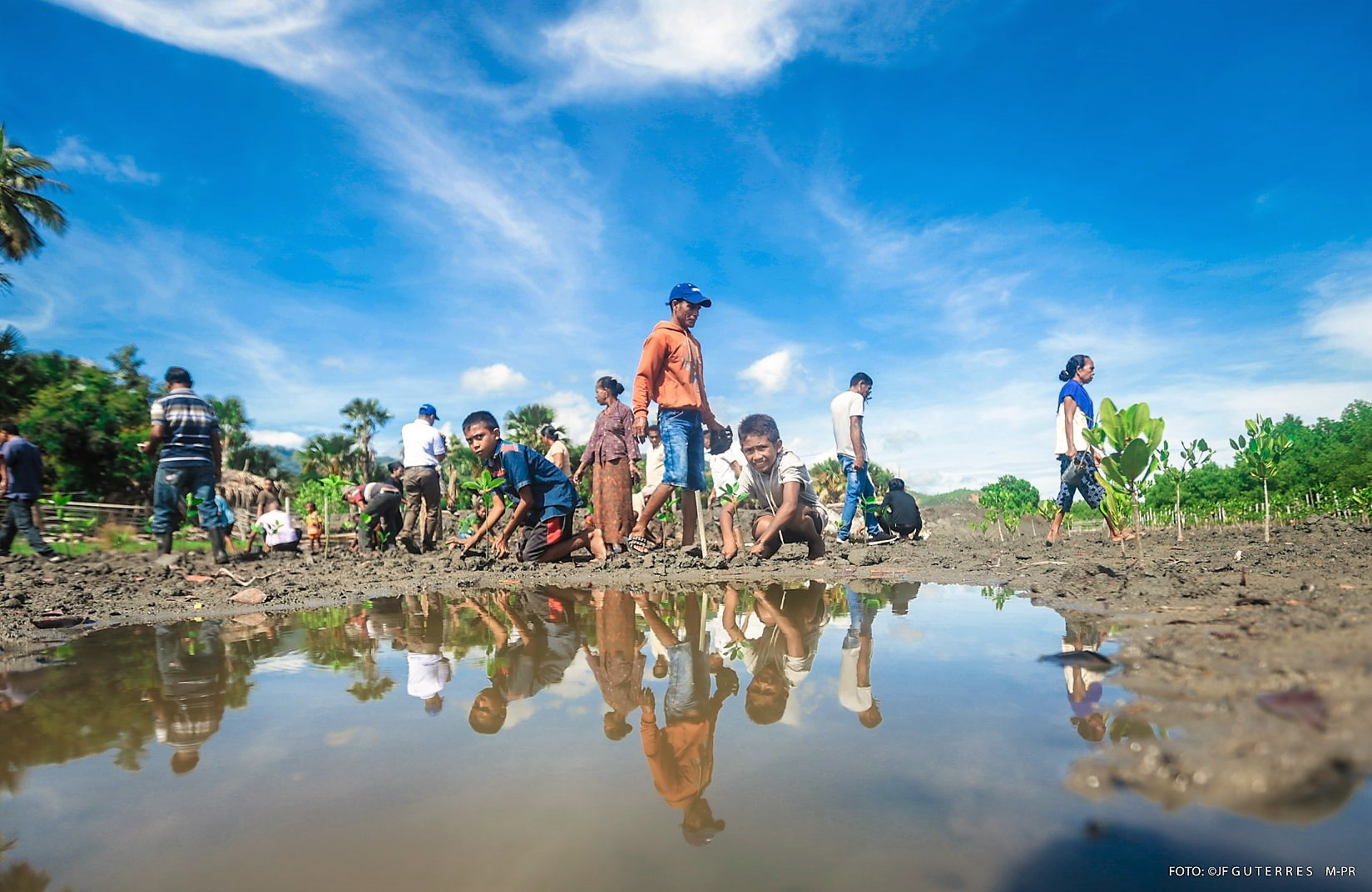
Mangrovenaufforstung in Ulmera (2019)

2012 gründete Varela die KFF, die sich für die Wiederaufforstungen von Mangroven einsetzt. 2019 wurde von der KFF in Hera das Mangrove Study Center gegründet, das als touristisches Ziel der lokalen Bevölkerung zugutekommt und vom Entwicklungsprogramm der Vereinten Nationen (UNDP) finanziert wurde. Auf Holzstegen kann man hier durch die Mangroven, wie durch einen Tunnel laufen, bis man zu einem Pavillon gelangt, wo man sich über das Ökosystem informieren kann. 300 Besucher pro Monat kommen zu dem Zentrum. Varelas Interesse für dieses Ökosystem entstand 2007, als in diese Zeit der politischen Instabilität des Landes Leute aus wirtschaftlicher Not heraus begannen in Metinaro und Hera Mangroven zu fällen, um sie als Feuerholz zu verkaufen. Schon damals begann Varella noch als Student mit Freunden Baumschulen anzulegen und Bäume anzupflanzen. Außerdem fing die KFF Affen, die in Dili Menschen angegriffen hatten und siedelte sie in den Nationalpark Nino Konis Santana um. 2013 gründete die Nichtregierungsorganisation eine Baumschule in Hera. Weitere entstanden und in Ulmera, Liquiçá, und Metinaro und Hera wurden Mangroven neu angepflanzt. Bis 2024 wurden eine Million Bäume gepflanzt. Aus den Baumschulen der KFF kommen jährlich 30 bis 40.000 Pflanzen. Auch Bäume, wie Akazien und Trompetenbäume werden dort kultiviert, die in den Bergen um Hera die Austrocknung verhindern sollen. Außerdem kümmert man sich um den Schutz von Korallen und Seegrasfeldern, erforscht verschiedene Ökosysteme und unterrichtet die Bevölkerung und Beamte über Naturschutz.
2014 entdeckte ein internationales Forschungsteam am Flughafen Presidente Nicolau Lobato ein Exemplar der Indotyphlops laca. 2023 erfolgte die wissenschaftliche Erstbeschreibung mit der Namensgebung mit Varelas Kampfnamen.
Neben Holzschnitzerei ist das Verfassen von Drehbüchern ein Hobby von ihm. Aus ihnen entstanden zwei Kurzfilme: Die politische Komödie „Vampir Timor-leste Hamrok Ba Ran“ (deutsch Blutige timoresische Vampire, 2017) und „Ema Nudar Umanu“ (deutsch Der Mensch als Mensch, 2019). 2015 spielte er selbst im osttimoresischen Film Mensajeiru mit.

## Veröffentlichungen
Varela hat ein Forschungshandbuch erstellt, das die rund 80 Arten der Herpetofauna Osttimors beschreibt. Daneben ist er Co-Autor mehrerer wissenschaftlicher Publikationen zu dem Thema.